# Глибоке (Білгород-Дністровський район)
Глибоке — село Татарбунарської міської громади у Білгород-Дністровському районі Одеської області України. До 1947 року село носило назву Єскіполос (рум. Eschipolos). Населення становить 1232 осіб.

## Розташування села
Село розташоване в 12 км від центру громади — м. Татарбунари, та за 95 км від районного центру — м. Білгород-Дністровський. Центром села проходить низина, що називається Самсонд, від старої назви турецького поселення на місці села. Низиною раніше протікала річка.

## Історія

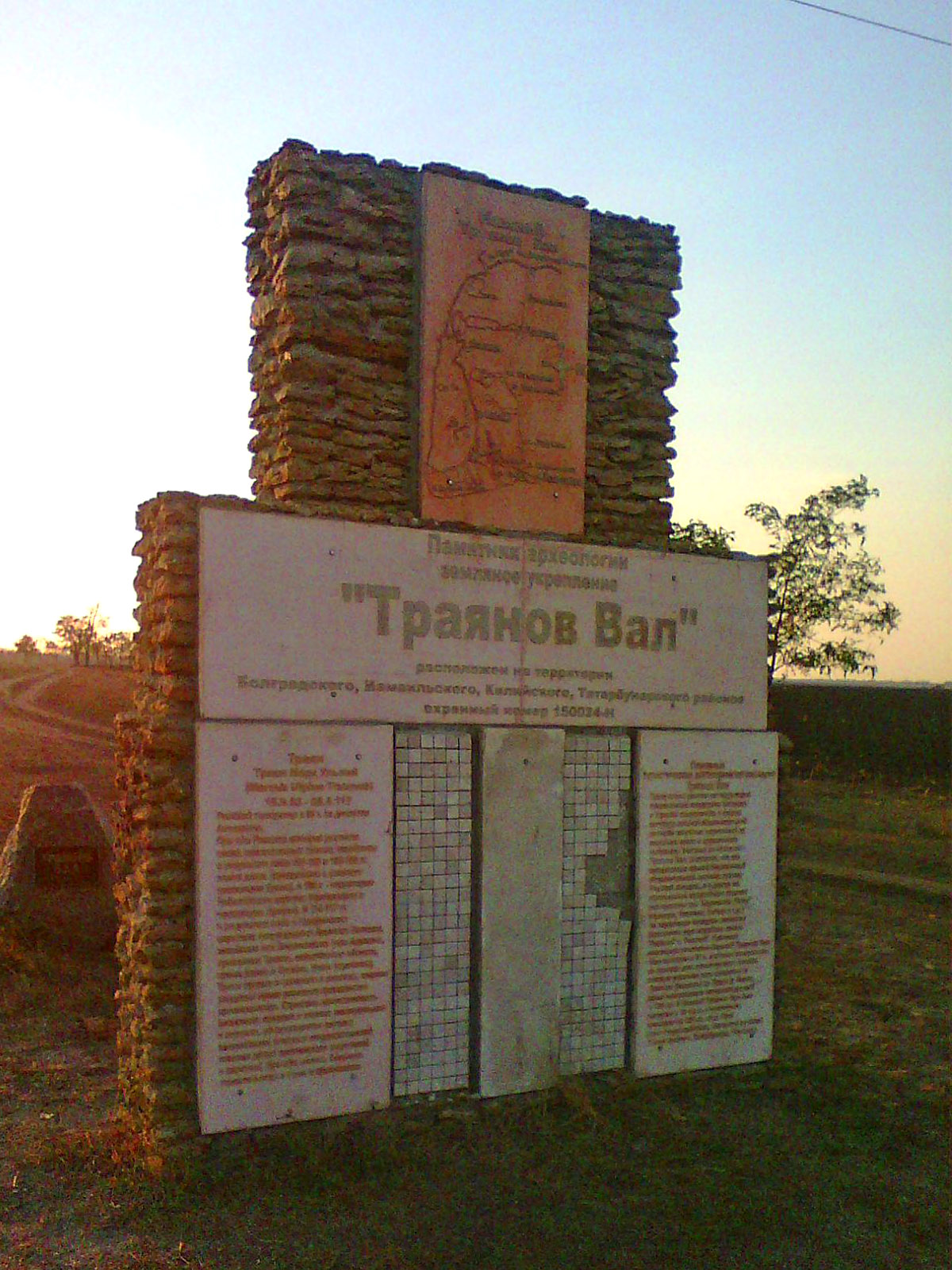
Траянів вал поблизу села Глибоке

Територія села в античні часи входила до складу Римської імперії. На відстані 1-2 км на північ від села проходить проходить частина Нижнього Траянового валу. У 18-му столітті у низині знаходився татарський аул Бюк Джонсут, назва якого походить від татарського власного імені. 
Історичні дані вказують на те, що на початку 1770-х років тут існував ногайський аул Біюк-Аза.
На початку 19-го століття, в 1800 році, на цьому місці знаходилося турецьке селище Самсонд, від назви якого пішла назва низини в центрі села. В результаті російсько-турецької війни селище було спалено, а на його місці у 1806—1812 роках виник хутір Нестора Будецького.
Датою заснування села вважається 1822 рік (за іншими даними — 1830), коли сюди прибуло болгарські переселенці з села Єскіполос. Нове село вони назвали в пам'ять про свою стару батьківщину: тур. Eski — старе, грец. πόλης — місто. Село не мало власної церкви і в 1839 році було приписано до приходу навколишнього села Нерушай. 16 вересня 1850 року в селі відкривається власний прихід, а у 1862 році — освячена Свято-Архангело-Михайлівська церква.
За трактатом 18 березня 1856 року Буджак було передано Молдавському князівству. Болгари переважно покинули село і переселилися до Таврії, а на їхнє місце заселилися молдавани та українці, останні — Буджацькі козаки із родинами.
Комуністична влада дісталася села у 1940 році, а 1945 році село дістало нову назву — Глибоке. Свято-Архангело-Михайлівську церкву у 1947 році було закрито. Певний час вона використовувалася під склад, згодом — знищена. У радянських джерелах 1945 рік вважався датою заснування села.
Церкву було відновлено лише у 1992 році, із набуттям Україною незалежності. У 2008 році храм було розписано у «Васнецовському» стилі.
У 1999 році тут створено КСП «Глибоке», а сьогодні – ТОВ «Глибоке», яке використовує 2,6 тис. га землі. 

## Населення
Згідно з переписом УРСР 1989 року чисельність наявного населення села становила 1211 осіб, з яких 556 чоловіків та 655 жінок.
За переписом населення України 2001 року в селі мешкало 1226 осіб.

### Мова
Розподіл населення за рідною мовою за даними перепису 2001 року:
| Мова       | Відсоток |
| ---------- | -------- |
| молдовська | 79,71 %  |
| українська | 11,53 %  |
| російська  | 5,93 %   |
| болгарська | 1,14 %   |
| гагаузька  | 0,41 %   |
| білоруська | 0,16 %   |
| інші       | 1,12 %   |

## Козацький цвинтар

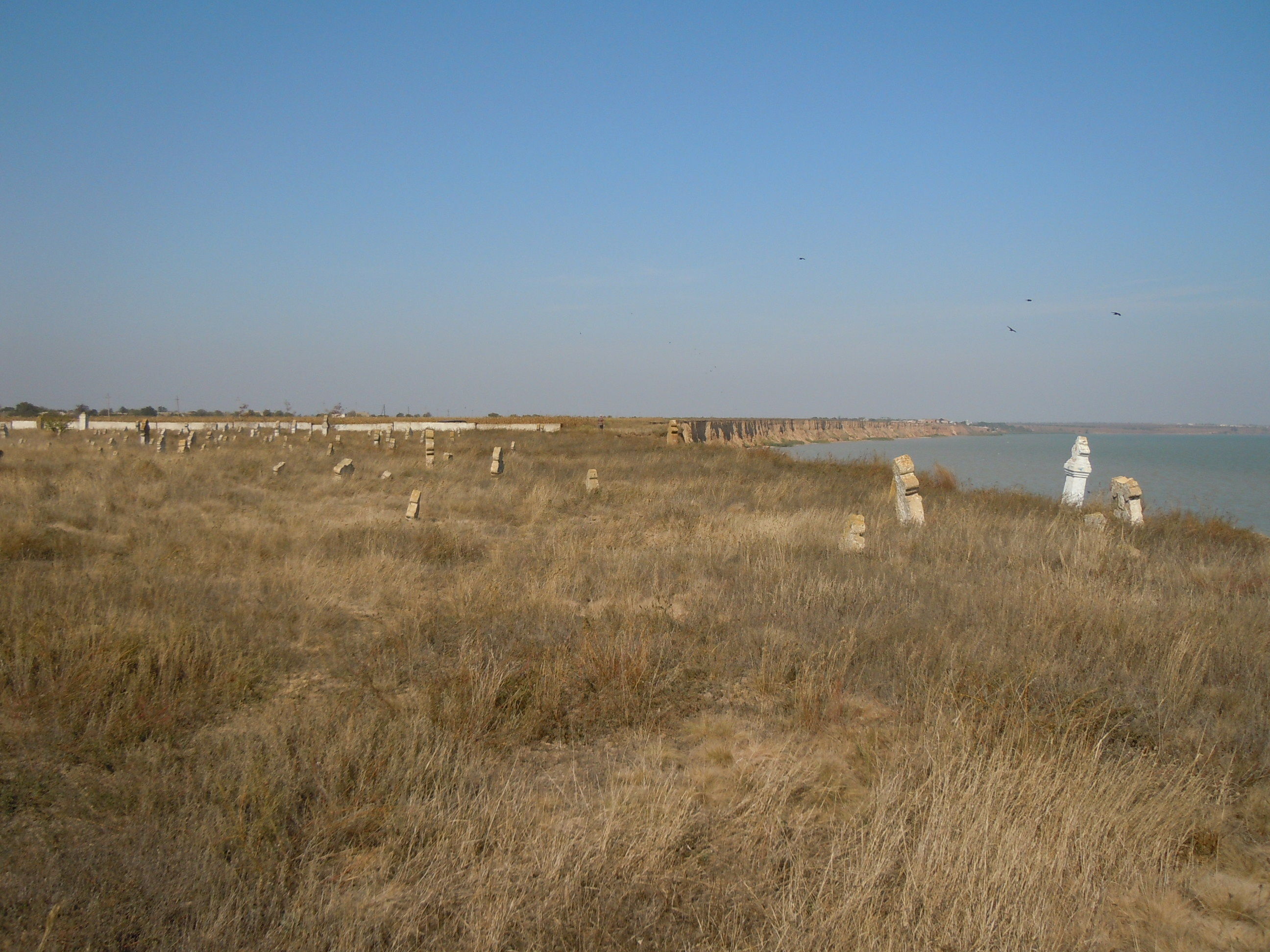
Старовинний козацький цвинтар на березі лиману Сасик

Старовинне кладовище розташоване у південно-східному краї села, на правому березі лиману Сасик. Найстаріша частина цвинтаря, де розміщені старовинні козацькі кам'яні хрести, знаходиться на самому урвищі. Могили із похованнями обвалюються просто до лиману. Найстаріше поховання — 1855 року — знаходиться в 2 м від урвища. Напис на кам'яному лапчастому козацькому хрести каже: «Господи упокой раба Божого Костянтина». Із зворотнього (східного) боку зображений латинський хрест на Голгофі із черепом Адама.
Друге старе поховання датується 1879 роком. Це також козацький кам'яний хрест, розташований у 10 м від урвища. Напис свідчить: «Здесь упокоется младенец дочь Доминика Тодора Вербана». Дата смерті із західного боку хреста. Крім того на кладовищі багато трилистих козацьких хрестів, датованих він 1881 року до початку 20-го століття.
Провідний науковий співробітник Інституту археології НАН України Ігор Сапожников вважає, що "ні про яке козацьке кладовище в Глибокому не йдеться, хрестів, які падають в лиман, нема, хоча берег, який раніше був укріплений, потроху сповзає.
Хрести козацької традиції тут практично відсутні (зберігся хрест 1879 р. Домініки Варбан, а ще один 1855 р. відсутній). Більшість з них – до двохсот – відносяться до так званого буджацького типу, датуються 1880-ми – 1910-ми рр. і належать місцевому молдавському населенню. Так саме має датуватися один хрест, на якому пізніше був вирізблений напис «1704».

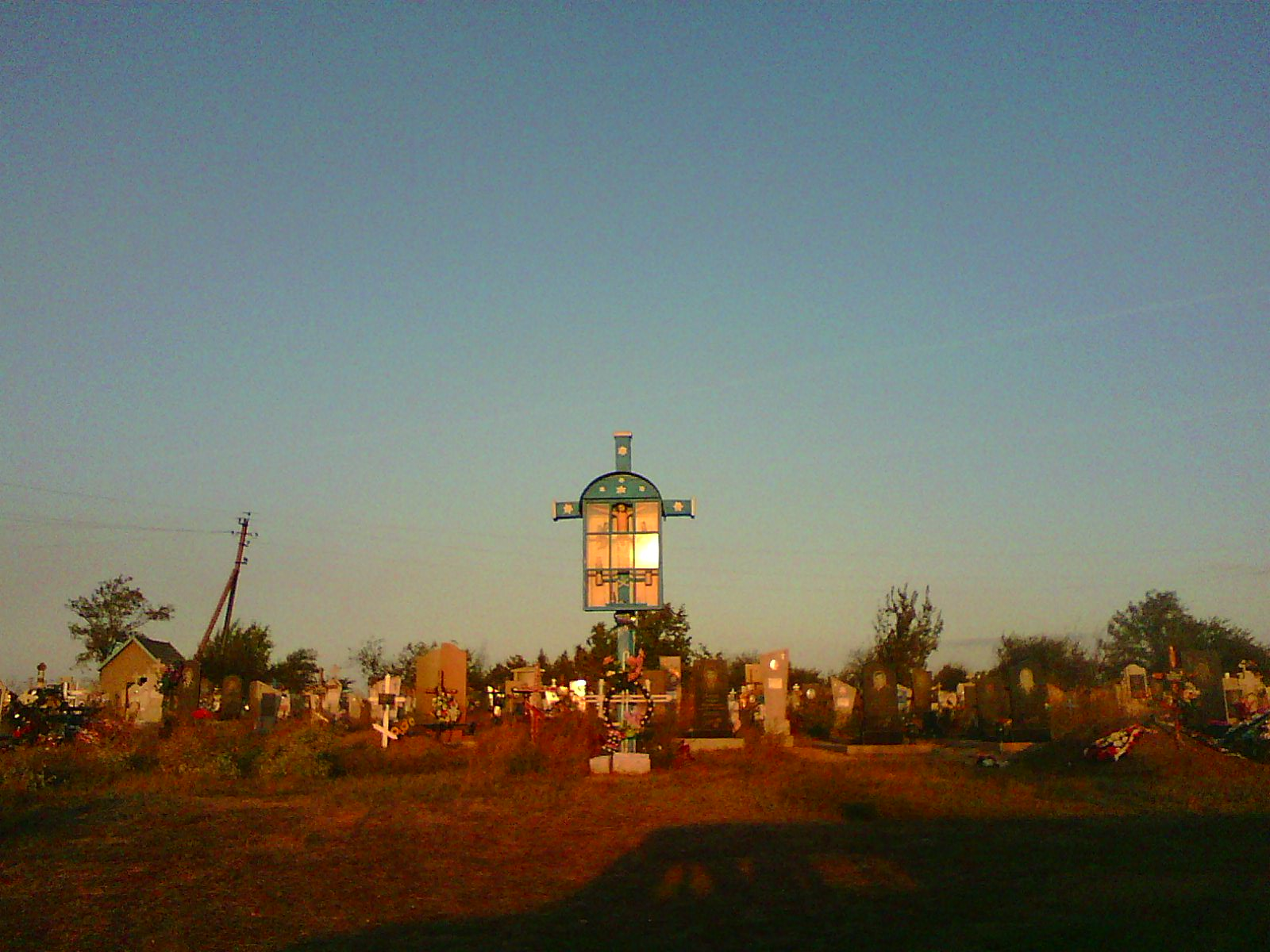
Вхід до кладовища
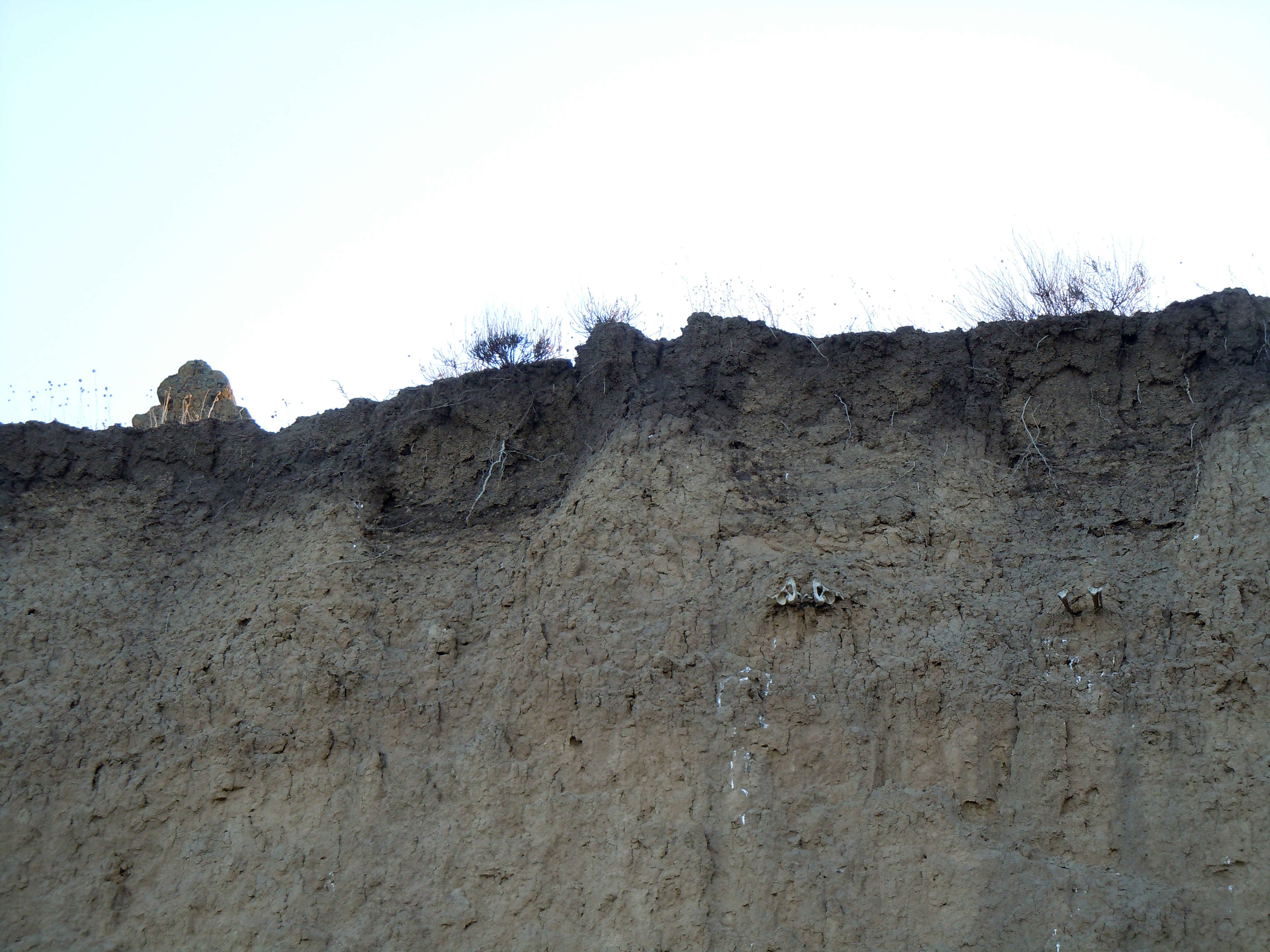
Старовинні козацькі поховання, що спадають з урвища до лиману
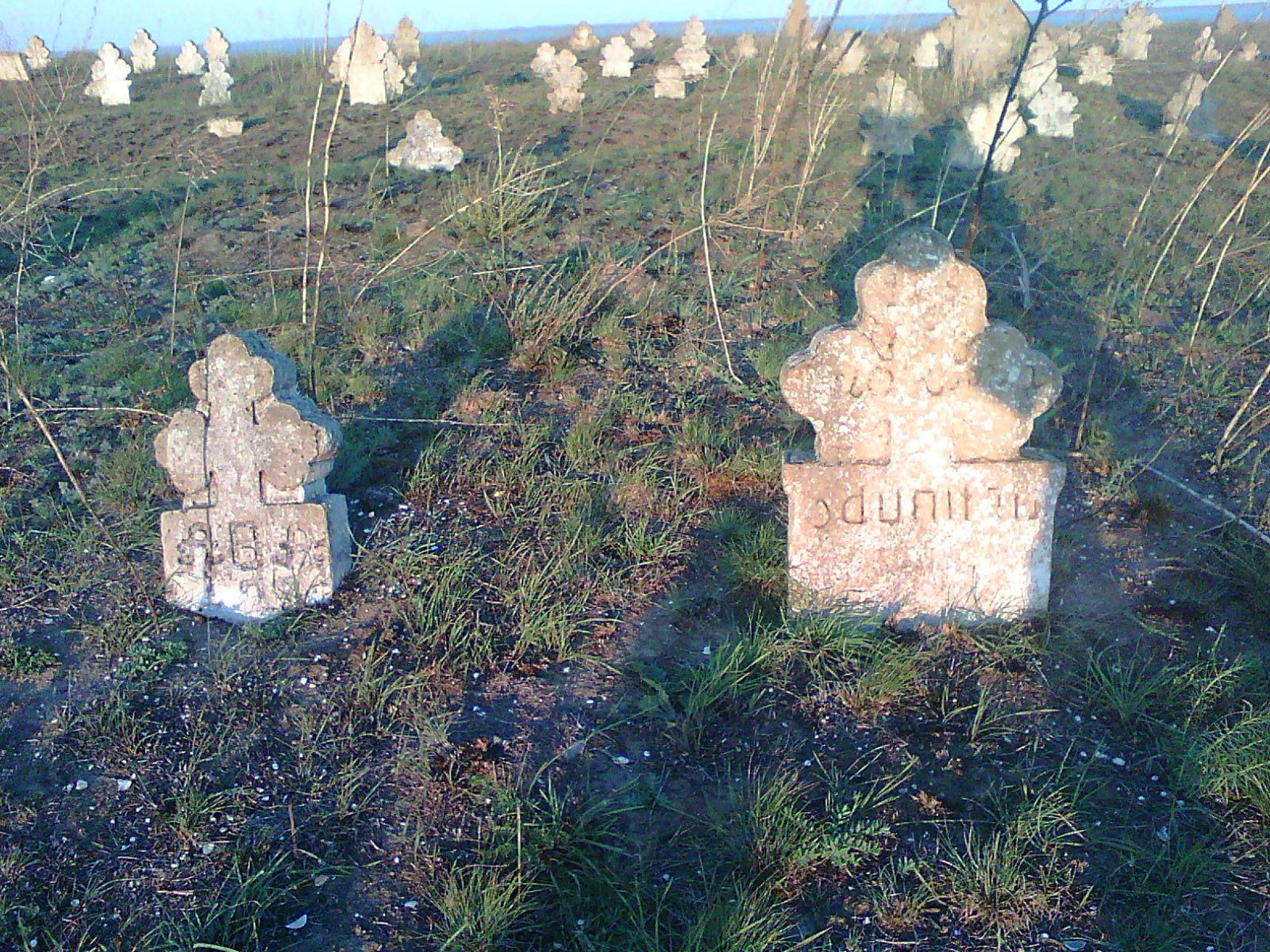
Козацькі хрести
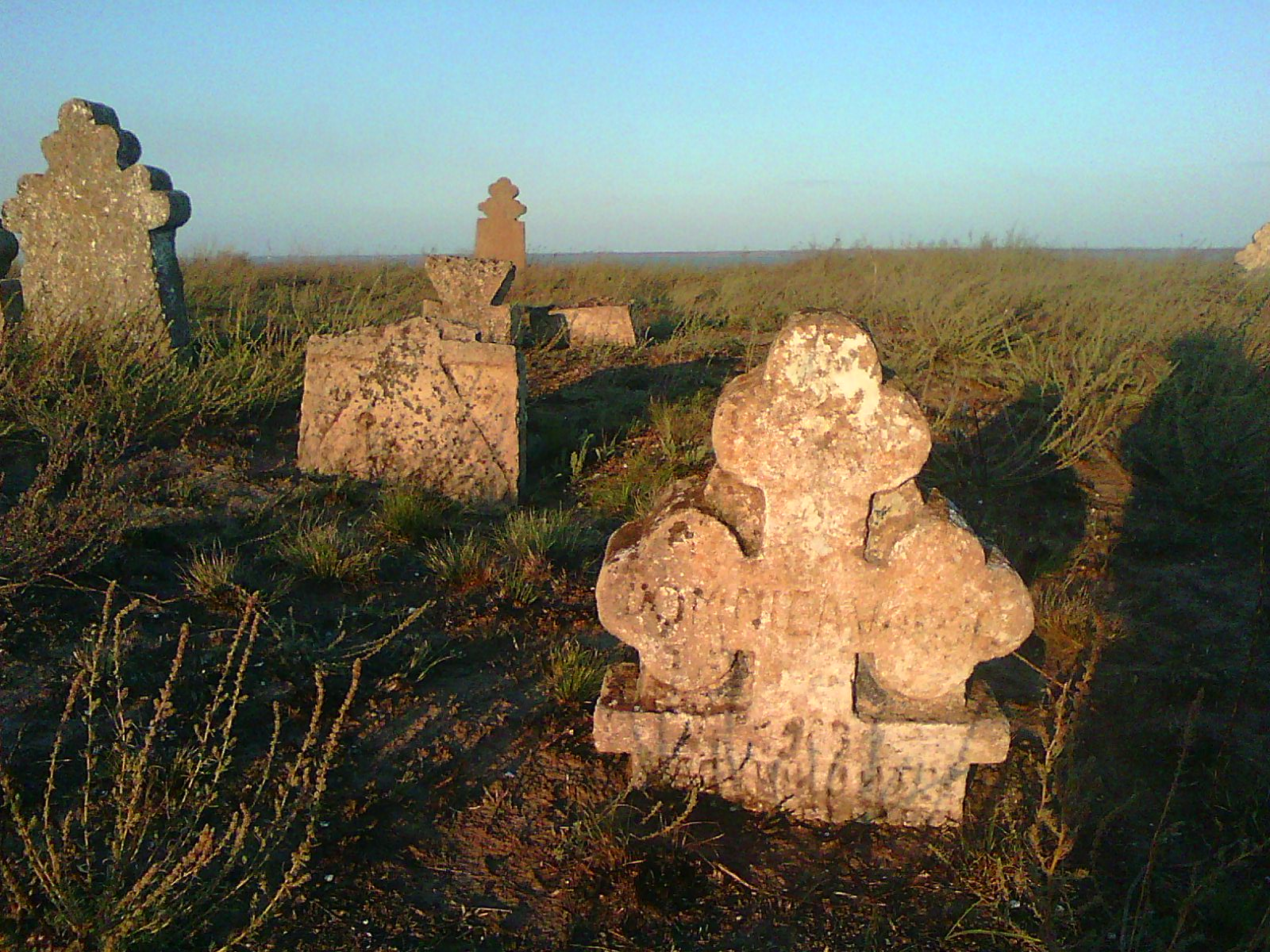
Поховання початку 20-го століття.